# La estafa maestra (México)
La estafa maestra es el nombre de una investigación periodística hecha por el portal de noticias de México Animal Político en asociación con la organización de la sociedad civil Mexicanos Contra la Corrupción y la Impunidad (MCCI). Publicada el 5 de septiembre de 2017, la investigación desenredó un sistema de 128 empresas fantasma a través de las cuales el Gobierno Federal Mexicano desvió más de 400 millones de dólares a través de una red de desvíos de dinero que involucró a 11 dependencias del Estado, ocho universidades públicas, diversas empresas privadas y más de 50 servidores públicos de distintos niveles de gobierno.
El origen fue el informe de la ASF sobre las cuentas públicas del gobierno federal en 2013-2014 y supuso un escándalo político sin precedentes, que a la fecha no ha tenido ningún cargo criminal individual. Derivado de la publicación del artículo, la Auditoría Superior de la Federación (ASF) mexicana —órgano superior de fiscalización del país— denominó a la red de desvío como “fraude” y la calificó como “corrupción”. En tanto el Servicio de Administración Tributaria (SAT), órgano fiscal mexicano, inició una investigación que al principio involucró a 38 empresas.

## Contexto
La presunción del desvío de recursos mediante universidades públicas fue hecha por la ASF desde, al menos, 2010. Diversos medios de comunicación como HuffPost, Excélsior, Eje Central y Proceso publicaron de 2013 a 2015 distintas notas que documentaron presuntos desfalcos en universidades mediante la revisión de cuentas públicas de las mismas. En este contexto y apoyado en los reportes de la ASF, Proceso documentó un presunto desfalco en el programa Cruzada contra el hambre de la Secretaría de Desarrollo Social.

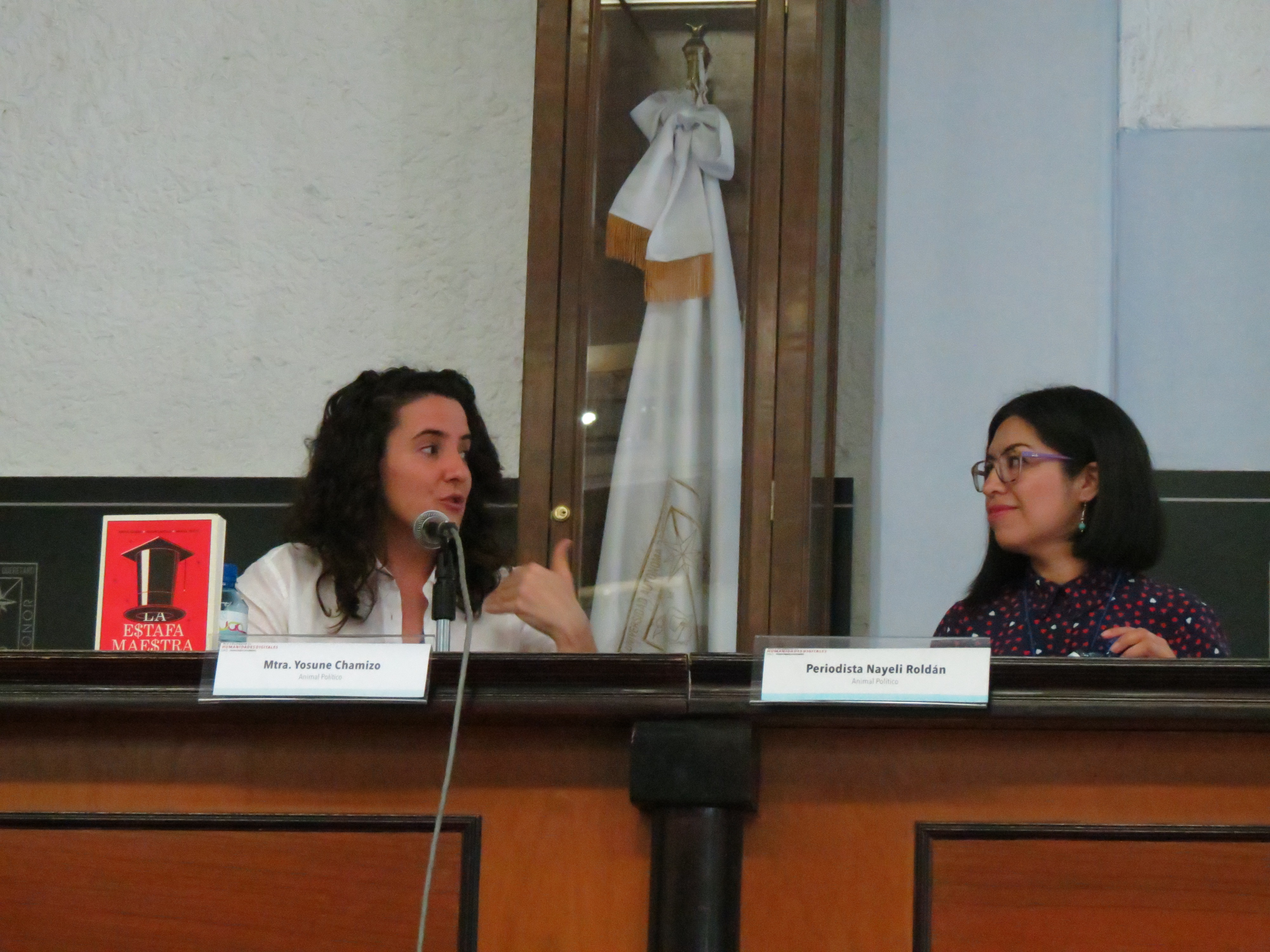
Nayeli Roldán y Yosune Chamizo de Animal Político hablando sobre la investigación 'La estafa maestra' en la Universidad Autónoma de Querétaro

### Metodología
El equipo de periodistas que realizaron la investigación sustentaron el reportaje en las auditorías forenses de la ASF, una serie de 517 solicitudes de transparencia a instancias federales y estatales. Asimismo se investigó a 186 empresas, se visitaron 85 domicilios, se realizaron más de 100 entrevistas y se pidieron 24 entrevistas con personas y entidades involucradas. Estos materiales fueron hechos públicos a través de archivos digitales alojados en Mediafire.
El proyecto de La Estafa Maestra fue coordinado por Daniel Moreno, director de Animal Político y Salvador Camarena, director de investigación periodística en MCCI. La investigación fue un trabajo de los periodistas Nayeli Roldán, Manuel Ureste y Miriam Castillo, el diseño de la base de datos y la compilación de la información fue realizada por Yosune Chamizo.

## Consecuencias
- El 7 de septiembre de 2017 el Partido de la Revolución Democrática presentó un punto de acuerdo en el Senado de la República para solicitar comparecencias ante ese órgano legislativo por la publicación del reportaje.[17]
- El 11 de enero de 2018 el partido político Movimiento Ciudadano presentó una denuncia ante la Procuraduría General de la República por la presunta participación, en este caso, del entonces precandidato presidencial José Antonio Meade Kuribreña[18] y de la entonces secretaria de Desarrollo Social, Rosario Robles.[19]
- En junio de 2018, Muna Dora Buchahin, quien encabezó la auditoría forense que desencadenó el descubrimiento de la 'estafa maestra', fue separada de su cargo por David Colmenares, titular de la Auditoría Superior de la Federación.[20] El despido fue justificado por un supuesto conflicto de intereses, el cual ha negado Buchahin, y señala que se está desmantelando la ASF.[21]
- 16 funcionarios que habían tenido cargos en Sedesol, y estuvieron involucrados en la Estafa Maestra, también están vinculados a actividades similares dentro de la Secretaría de Desarrollo Agrario, Territorial y Urbano, como firmas de convenios por 3 mil 258 millones de pesos con universidades y organismos de comunicación desde 2013 hasta 2016.[22]
- El 22 de enero de 2019, una actualización de la investigación reveló que tres directivos de Pemex (Miguel Ángel Lozada Aguilar, Héctor Salvador Salgado Castro y Luis Galván Acros), quienes estaban trabajando dentro de la administración del presidente Andrés Manuel López Obrador, firmaron convenios con universidades públicas, los cuales derivaron en la transferencia de recursos que terminaron en empresas irregulares de la Estafa Maestra.[23] Tras el anuncio, el presidente López Obrador señaló que los funcionarios que participaron en estas actividades serían removidos de sus puestos.[24]
- En marzo de 2019, la Secretaría de la Función Pública, dio a conocer un avance de la revisión sobre la estafa ante la Comisión de Transparencia y Anticorrupción de la Cámara de Diputados, en las que hay auditorías a contralores internos de dependencias como PEMEX, Bansefi, CFE, ISSSTE, IMSS y la misma SFP. La titular de la secretaría, Irma Sandoval, señaló que en los documentos de Pemex que corresponden a estudios técnicos encargados a universidades por montos de hasta 40 millones de pesos, había plagios a artículos de Wikipedia.[25]

- El 13 de agosto de 2019 Rosario Robles fue puesta en prisión preventiva justificada y trasladada al penal de Santa Martha Acatitla, por el presunto delito de ejercicio indebido de la función pública cuando fue titular de la Secretaría de Desarrollo Social (Sedesol). Su detención será temporal.[26]

## Críticas a la investigación
La revista Etcétera, espacio de crítica de medios de comunicación, publicó una nota en donde afirmaba que mucho de lo escrito en el reportaje ya había sido publicado por otros medios como Reporte Índigo y The Huffington Post.

## Premios y reconocimientos
- La investigación recibió el Premio Ortega y Gasset de 2018 en la categoría Mejor Historia o Investigación Periodística.[15]
- Premio Nacional de Periodismo 2017 en la categoría de reportaje.[28]